# SIGQUIT
SIGQUIT (от англ. signal и quit — выход) — сигнал, используемый в POSIX-системах, посылаемый процессу для остановки и указывающий, что система должна выполнить дамп памяти для процесса. 
Определён как целочисленная константа в заголовочном файле signal.h. Сигнал посылается программе при нажатии комбинации «quit» на терминале (обычно — Ctrl+\, в Linux также Ctrl+4, или SysRq на виртуальном терминале.